# Bettwil
Bettwil es una comuna suiza del cantón de Argovia, ubicada en el distrito de Muri. Limita al norte con la comuna de Sarmenstorf, al noreste con Kallern, al este con Boswil, al sureste con Buttwil, al sur con Schongau (LU), y al oeste con Fahrwangen.

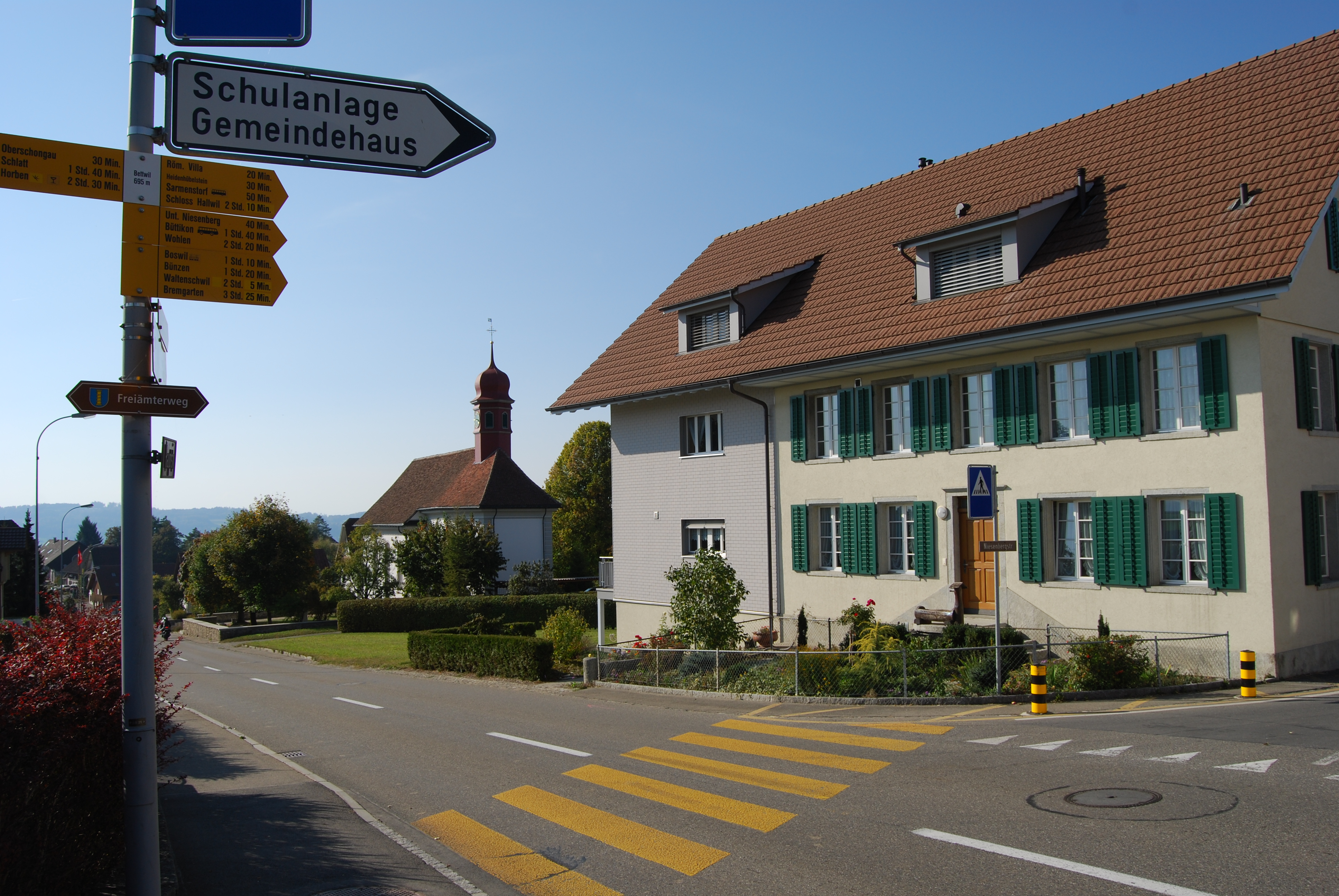
Bettwil.